# TGS Rödelheim
Der TGS Rödelheim war ein Tischtennisverein aus Frankfurt-Rödelheim. Die Herrenmannschaft spielte Anfang der 1970er Jahre in der Bundesliga. 1973 integrierte sich der Verein als Abteilung in die FTG Frankfurt.
Bereits 1962 gelang der Herrenmannschaft der Aufstieg in die Oberliga, die damals höchste deutsche Spielklasse. In der Saison 1968/69 wurde sie Meister in der Oberliga Südwest und stieg in die Bundesliga auf. Hier verblieb sie vier Jahre lang und belegte nacheinander die Plätze acht, sieben, sieben und sechs. 1973/74 trat sie als FTG Frankfurt auf.
1969/70 und 1971/72 kam das Team ins Halbfinale der Deutschen Pokalmeisterschaften.